# Mézszagú nedűgomba
A mézszagú nedűgomba (Hygrocybe reidii) a csigagombafélék családjába tartozó, Európában és Észak-Amerikában honos, erdőkben, réteken élő, nem ehető gombafaj. 

## Megjelenése
A mézszagú nedűgomba kalapja 2-3,5 cm széles; alakja domború, idősen széles domborúan, széles harangszerűen vagy majdnem laposan kiterül. Felszíne sima, nagyító alatt nagyon finoman szálas. Nedvesen kissé síkos. Élénk narancsszínű. Széle fiatalon cakkos. 
Húsa halvány narancssárga, sérülésre színe nem változik. Szaga erősen édeskés, kissé kellemetlen, romlott mézre emlékeztet (szárított példányoknál is jól érezhető); íze nem jellegzetes. 
Kissé ritkás szélesen tönkhöz nőttek, a féllemezek gyakoriak. Színük halványnarancs, később sárgára fakul.
Tönkje 3-5 cm magas és 0,3-0,5 cm vastag. Alakja nagyjából egyenletesen hengeres. Felszíne száraz, sima. Színe halványnarancs, sárgássá fakuló; töve fehéres.
Spórapora fehér. Spórája ellipszis alakú, sima, inamiloid, mérete 6-10 x 4-5 µm. 

### Hasonló fajok
Narancsszínű vagy vörös rokonai (enyvestönkű nedűgomba, feketedő nedűgomba, piros nedűgomba, vérvörös nedűgomba) hasonlíthatnak hozzá.  

## Elterjedése és termőhelye
Európában és Észak-Amerikában honos. Magyarországon ritka.
Rövid füvű réteken, erdőszéleken, erdőkben, moha között található meg. A nedűgombákat sokáig szaprotrófnak vélték, de újabban feltételezik, hogy mohákkal állhatnak szimbiotikus kapcsolatban. Nyáron és ősszel terem. 

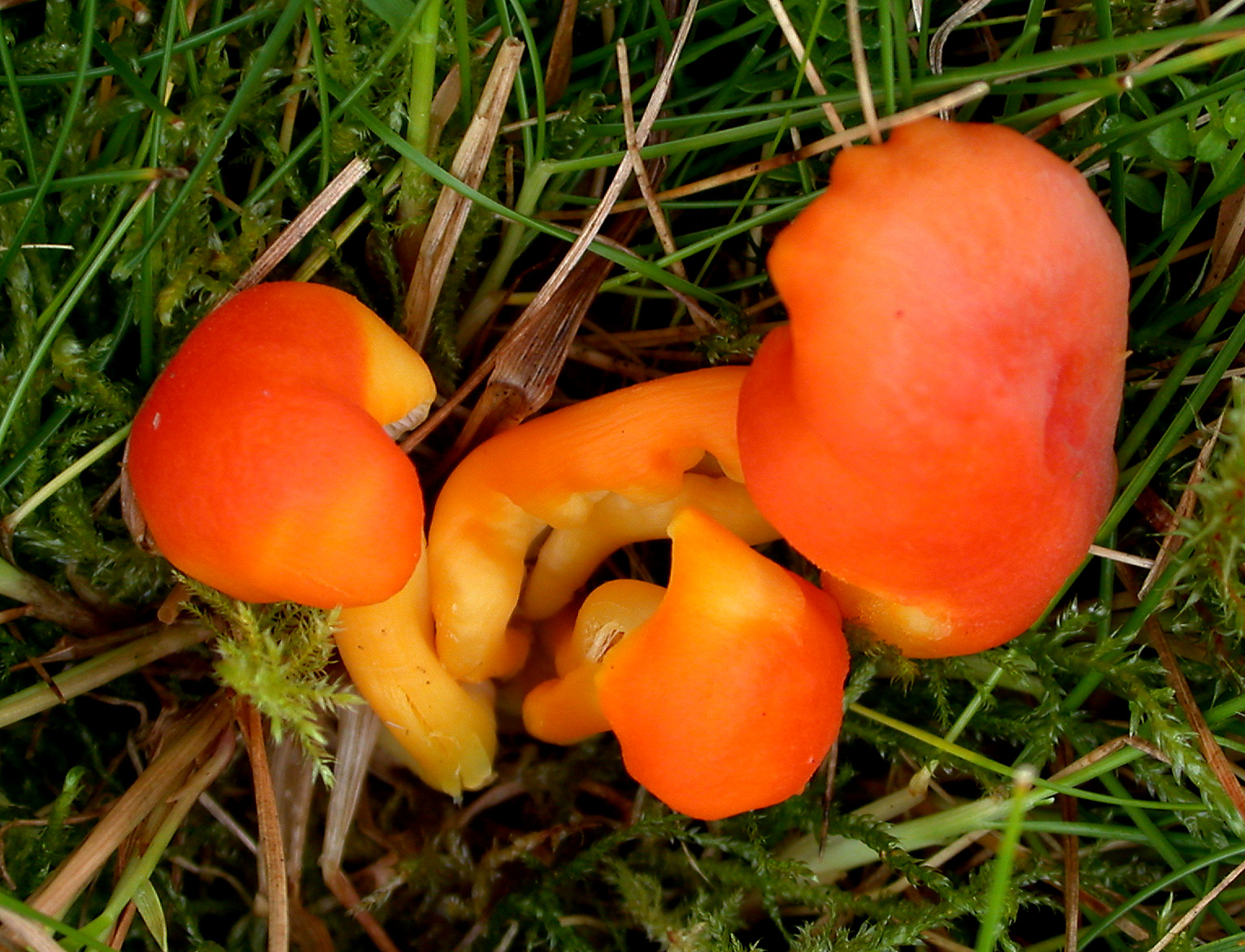
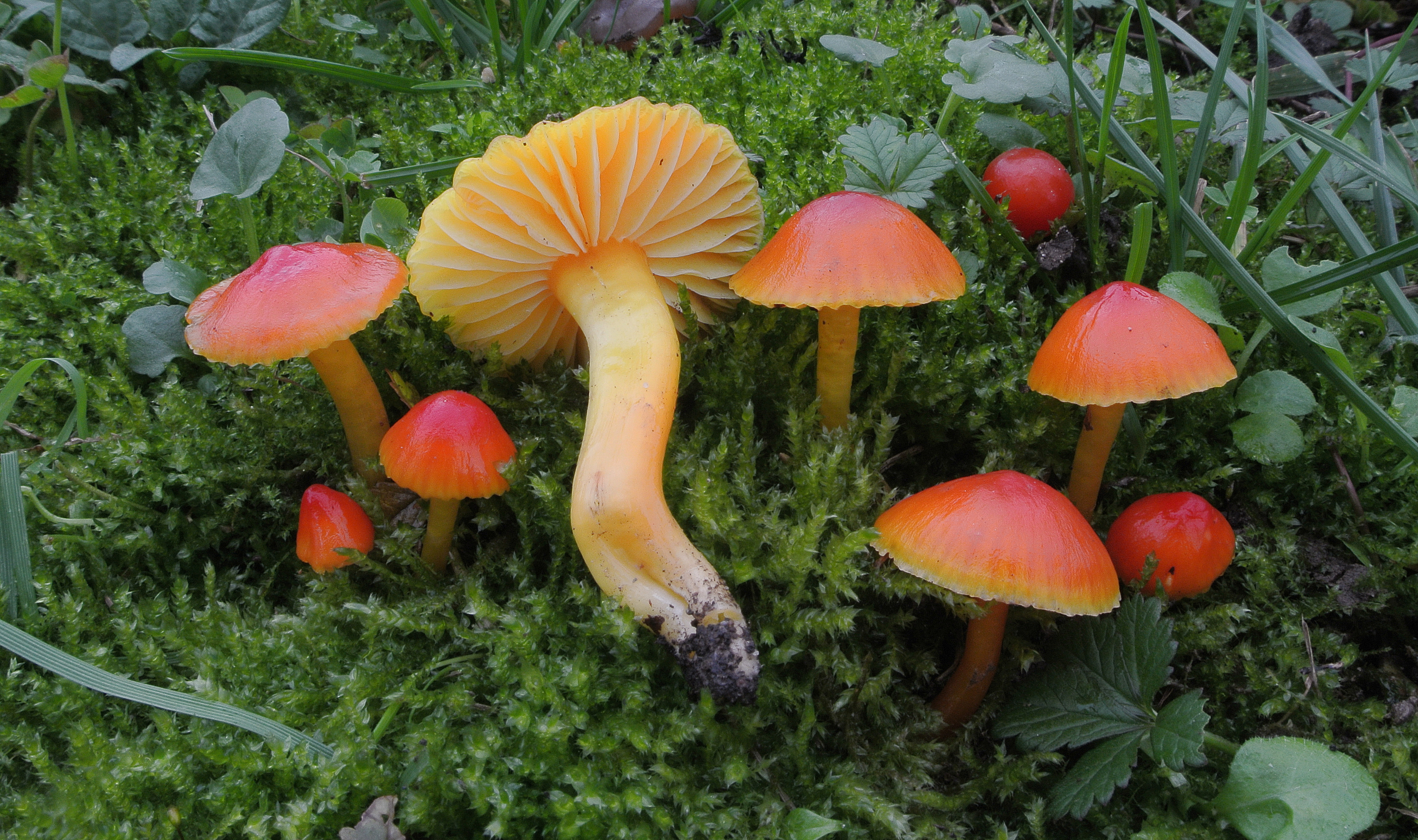

Nem ehető.  